# Cardenales Rugby Club
Cardenales Rugby Club, o simplemente Cardenales, es un club de rugby y hockey de San Miguel de Tucumán, Argentina. Fundado en 1944 como un club de rugby, Cardenales es cofundador de la Unión de Rugby de Tucumán.
Es una de las instituciones más antiguas del rugby en esa ciudad y ganó el Anual Tucumano 2 veces, el Torneo Regional del Noroeste 2 veces y el Torneo del Interior una vez.

## Historia
En 1944 se reunieron Ricardo Martínez Pastur, Enrique Martínez Pastur, Pila León Medina, David León Medina y Carlos Rojo y decidieron difundir el rugby en la región. En aquel entonces, solamente existían tres clubes en la región Tucumán Rugby Club, Universitario y Club Natación y Gimnasia, y el número mínimo requerido de clubes para fundar una unión provincial era de cuatro. Con esto en mente, los jóvenes decidieron fundar Cardenales Rugby Club.
Junto con los otros tres clubes, Cardenales se convirtió en un cofundador de la Unión de Rugby del Norte (hoy Unión de Rugby de Tucumán) ese mismo año. En 1944 también se jugó la primera edición del Campeonato Anual, con participación de los fundadores y Atlético Tucumán y Tucumán de Gimnasia.
El nombre fue elegido en símbolo al ave y sus colores salen de allí.

## Rugby

### Masculino
A pesar de ser uno de los clubes fundadores de la Unión de Rugby de Tucumán y haber participado en el Campeonato Tucumano desde 1944, Cardenales Rugby Club ha tenido un éxito moderado a lo largo de los años.
Hasta la fecha, Cardenales sólo ha ganado el título provincial en dos ocasiones, el más reciente en 1964, más dos Torneos Regionales (2002) (el último en 2013) y dos Torneos nacionales , Interior ¨A¨ en 2015 y Torneo del interior ¨C¨ Torneo del Interior C 2018 2018

#### Plantel 2013
Barros Sosa Carlos ,
Vidal Diego ,
Torres Sergio ,
Rosello Esteban,
Santillan Alvaro,
Rodrigez German,
Rodriguez Mariano,
Simon Juan ,
Rodriguez Alejandro,
Odstrcil Eric,
Gelsi Mauro,
Vallejos Agustin,
Apud Andres ,
D`amato Oscar,
Nuñez German ,
Brito Fernando,
Jerez Dario ,
Campbell Franco,
Lagarrigue Juan Pablo,
Ghazarian Adrian ,
Ledesma Franco ,

#### Plantel 2015
[Fowards] 
Contar Santiago,
Salas Ricardo ,
Barros Sosa Carlos,
Vidal Diego ,
Jerez Dario ,
Campbell Franco, 
Cabrera blas ,
Medina Ruben ,
Santillan Álvaro,
Lagarrigue Juan Pablo,
Jimena German,
Rodríguez German, 
Orlando Arturo,
Simon Juan ,
Rodriguez Jorge,
[Backs] 
Odstrcil Andres, 
Ortolani Nicolas, 
Rodriguez Juan Pablo,
Odstrcil eric,
Hurtado Ricardo, 
Vallejo Agustín,
Apud andres,
Granata Francisco, 
Nuñez German ,
D'amato Oscar ,
Gelsi Mauro

#### Plantel 2018
Barros Sosa Carlos ,
Acuña Luis ,
Rivadeneira Rodolfo,
Rosello Esteban,
Rufino Tobias ,
Cabrera Facundo, 
Simon Juan,
Rodriguez German,
Odstrcil Andres ,
Medina Lisandro ,
Suarez Lautaro ,
Ledesma Sebastian, 
Odstrcil Eric,
D´amato Oscar,
Granata Francisco,
Salas Ricardo,
Rojas Facundo ,
Medina Ruben,
Millan Maximiliano,
Di Santi Guido,
Correa Emiliano, 
Apud Andres ,
Villafañe Nahuel.

### Femenino
Es el mejor equipo a nivel nacional, alzándose el título de Nacional de Clubes Femenino en 5 oportunidades, siendo la primera vez en el 2011 y la última en el 2015, incluso llegó a la final de la primera edición (2010) que perdió frente a SITAS.

## Palmarés

### Masculino
| Torneos oficiales                | Torneos oficiales |
| Competición                      | Títulos           |
| -------------------------------- | ----------------- |
| Anual Tucumano (2)               | 1954 y 1964.      |
| Torneo Regional del Noroeste (2) | 2002 y 2013.      |
| Torneo del Interior C (1)        | 2018.             |
| Torneo del Interior A (1)        | 2015.             |

### Femenino
| Torneos oficiales             | Torneos oficiales             |
| Competición                   | Títulos                       |
| ----------------------------- | ----------------------------- |
| Torneo Nacional de Clubes (5) | 2012, 2013, 2014, 2015, 2023. |